# Albin Kurti
Albin Kurti, född 24 mars 1975 i Pristina, är en albansk politiker. Han är Kosovos premiärminister sedan 22 mars 2021 och partiledare för Vetëvendosje. Han var Kosovos premiärminister från 3 februari 2020 till 3 juni samma år.

## Biografi
Kurti föddes i Pristina i dåvarande Jugoslavien, nuvarande Kosovo. Hans far Zaim Kurti föddes i byn Sukubin i Montenegro men flyttade till Pristina för att hitta arbete och väl där träffade han Albin Kurtis mor Arife. Kurti har två bröder, Arianit och Taulant. Han är gift med norskan Rita Augestad Knudsen och de har en dotter tillsammans.

### Kosovokriget
Under Kosovokriget var han sekreterare för Adem Demaçi, en känd person inom UÇK. När NATO-bombningen av Serbien pågick och deras styrkor fanns i Kosovo greps Kurti av serbisk polis och vid det serbiska uttåget från Kosovo i juni 1999 fördes han och cirka 2000 albanska fångar till Serbien. Den 13 mars 2000 dömdes han till 15 års fängelse för att ha ‘’hotat Jugoslaviens territoriella integritet’’. Under rättegången vägrade han erkänna domstolens legitimitet och efter internationella påtryckningar släpptes han den 7 december 2001.

### UNMIK

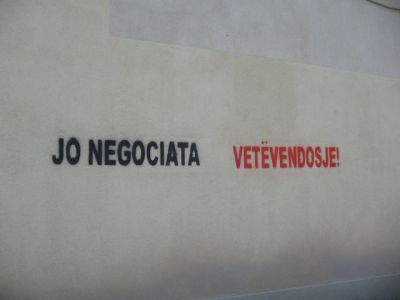
Slogan Inga förhandlingar, självbestämmande’’ i Drenas 2005.

Den 23 april 2003 tog han examen i datavetenskap och telekommunikation vid Pristinas universitet. Under denna tid var han medlem i KAN, en organisation som grundades 1997 och som kämpade för mänskliga rättigheter i Kosovo.
Den 12 juni 2005 sprejade flera KAN-aktivister sloganen ‘’Inga förhandlingar, självbestämmande’’ på UNMIK:s lokaler i Pristina. Sloganen spred sig och började användas i hela Kosovo och rörelsen bara blev större. Med tiden började massdemonstrationer mot UNMIK att hållas och flera av rörelsens ledare så som Kurti arresterades eller fick böter. Det var under denna tid partiet Vetevendosja grundades med Kurti som partiledare.
Den 10 februari 2007 deltog han i protesterna mot Ahtisaariplanen vilket ledde till att två personer dog och minst hundra skadades. Samma dag arresterades han och åtalades för tre brott. I tre månader hölls han i förvar i Dubravafängelset och den 10 maj, utan att ha fått någon dom, sattes han i husarrest under 24 timmar. Han förbjöds att ha kontakt med medier och medlemmarna från Vetevendosje och fick bara lämna lägenheten med domstolens godkännande. Den 14 november, efter en granskning av hans förvar, ändrade domstolen hans husarrest och han fick lämna lägenheten från 10:00 till 19:00. Den 7 februari 2008 sköt man upp fallet fram till 9 februari 2010 då EULEX tog upp det igen. Kurti representerade sig själv inför domstolen och dömdes till 9 månader fängelse men släpptes direkt på grund av att han tidigare varit i husarrest i mer än tio månader.

### Politiska karriär

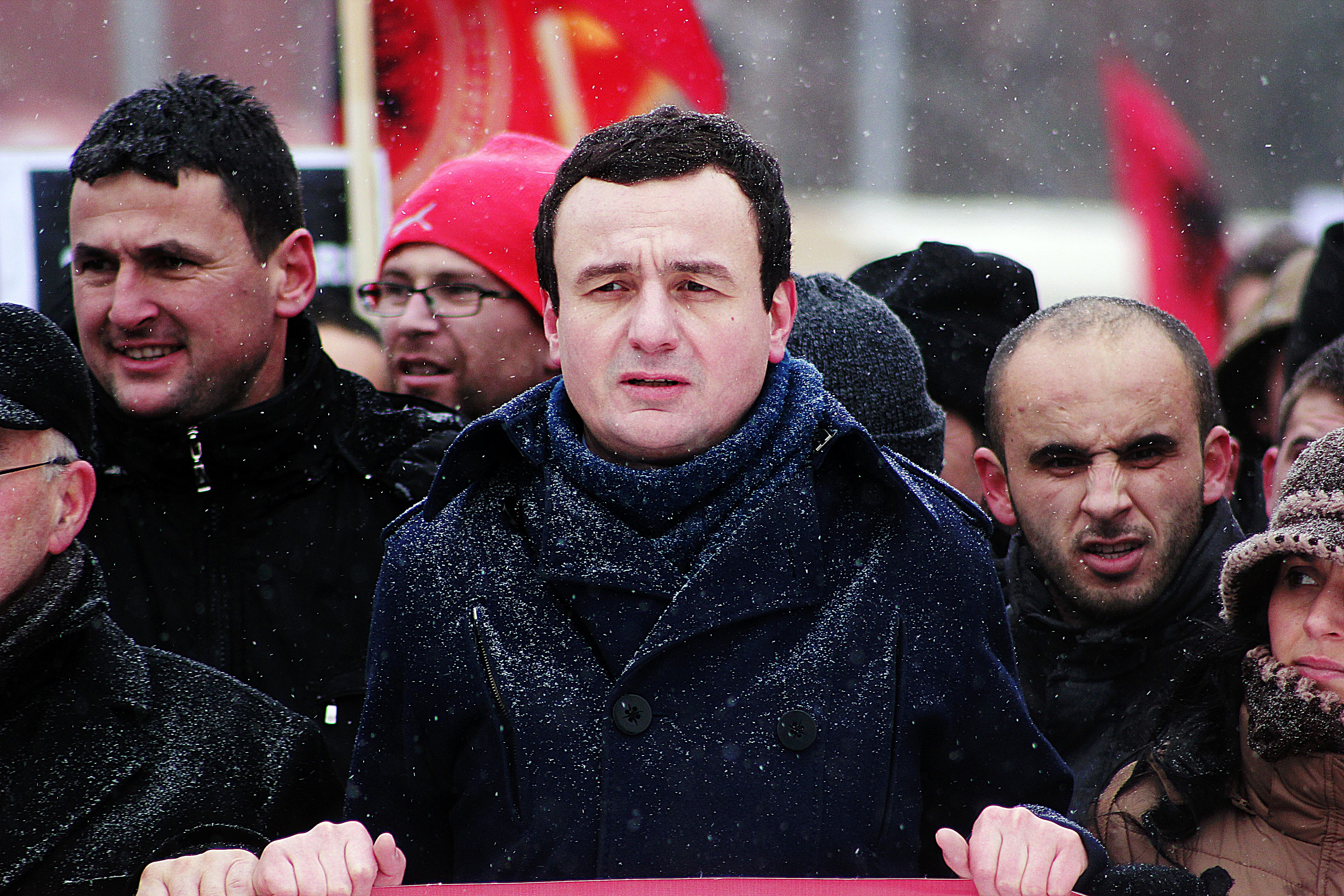
Kurti i en demonstration 2013.

2010 deltog Vetevendosje för första gången i parlamentsvalet. Man fick 12,69 procent av rösterna och blev det tredje största partiet i Kosovo. I valet 2014 hamnade man på 13,59 procent och var fortfarande tredje största partiet i landet.
Efter uppgörelsen mellan Kosovo och Serbien 8 oktober 2015, där man kom överens om att ge mer inflytande till Kosovos serbiska minoritet, protesterade han tillsammans med Ramush Haradinaj mot uppgörelsen genom att använda tårgas i parlamentet. Sex dagar efter incidenten greps han, vilket skapade våldsamma protester i Pristina. Han släpptes dock efter förhör.
Efter att regeringen förlorat en misstroendeförklaring den 10 maj 2017 hölls det nyval den 18 juni. Kurtis parti blev det största partiet i Kosovo och fick 27,49 procent, dubbelt så mycket som i valet tidigare. Trots att han hade flest röster kunde han inte bilda en regering på grund av att PDK, AAK, NISMA och andra partier gick tillsammans och grundade koalitionen PANA vilket gjorde att de då 33,74 procent av rösterna.
2019 hölls ännu ett val efter att PANA inte kunde föreslå en ny kandidat för att bilda en koalitionsregering efter att premiärministern Ramush Haradinaj avgått sedan han kallats till internationella brottmålsdomstolen i Hag. I detta val fick Vetevendosje 26,27 procent och bildade en koalitionsregering med LDK, med Albin Kurti som premiärminister. Knapp två månader efter att ha svurits in avsattes regeringen efter att ha förlorat en misstroendeomröstning sedan LDK, partiet man skapat koalitionen med, inlett en misstroendeprocess. Efter att regeringen avsatts bildade LDK en ny regering med AAK, NISMA, SL och flera andra minoritetspartier. Under denna tid då LDK, Vetevendosjes koalitionspartner, vänt sig till oppositionspartier för samarbete ville Kurti ha nyval men författningsdomstolen sa nej.
Sex månader efter att den senaste regeringen valts in beslutade författningsdomstolen i december 2020 att parlamentsomröstningen var olaglig efter att en avgörande röst kom från en folkvald som var dömd för bedrägeri, vilket tvingade landet gå till nyval. Valet hölls den 14 februari 2021 och Vetevendosja fick klara sig utan Kurti som inte fick kandidera på grund av att han hade dömts för att ha använt tårgas under ett tumult i parlamentet 2018. Partiet fick 50,28 procent av rösterna och missade majoriteten. Efter sex veckors förhandlingar bildade man en ny regering den 22 mars 2021 med GL, Alternativa och de tre minoritetspartierna NDS, IRDK och KDTP.